# Einberufen
Einberufen ist ein Dokumentarfilm des DEFA-Studios für Kurzfilme von Winfried Junge aus dem Jahr 1972.

## Handlung
Auf dem Rostocker Bahnhof fährt ein Zug mit Doppelstockwagen ein, besetzt mit übermüdeten, jungen Wehrpflichtigen, die hier ihren Wehrdienst in der Nationalen Volksarmee antreten sollen. In der Kaserne der Motorisierten Schützentruppen, die den Namen Wilhelm Florin trägt, sind bereits die Soldaten, die ihre 18-monatige Wehrpflicht am gleichen Tag beenden, damit beschäftigt, den Neuen saubere Schränke, Betten und Zimmer zu hinterlassen, was natürlich von den Vorgesetzten ein letztes Mal kontrolliert wird. Während sich die jetzigen Reservisten von ihren dableibenden Zimmergenossen verabschieden, machen sich die künftigen Soldaten mit Mannschaftstransportwagen auf den Weg in die Kaserne. Doch bevor sie diese betreten gibt es noch eine feierliche Verabschiedung von Familie, Freunden und Bekannten, wozu extra von der Volksmarine ein Militärorchester angefordert wurde und Junge Pioniere Blumen überreichen. Normalerweise hätten sich die Neuen und die Alten treffen können, denn diese verlassen zur gleichen Zeit das Kasernentor, ebenfalls empfangen von Familie und Freunden.
Um Soldat zu werden, muss man erst einmal so aussehen und das fängt mit Maßnehmen an. Nicht bei allen klappt das ohne Probleme, aber es findet sich für jeden eine Uniform. Dann kommt für viele ein schmerzhafter Teil – der Friseur, auch die ersten unmittelbaren Vorgesetzten haben sich inzwischen vorgestellt. Dann geht es mit der, in einer Zeltplane eingewickelten Kleidung, in die Unterkünfte. Der zuständige Stabsfeldwebel bringt vier der Einberufenen in ihre zukünftige Stube, wo sie den noch ein halbes oder ein Jahr dienenden vier Soldaten vorgestellt werden, die Sollstärke ist also wieder erreicht.
Am nächsten Morgen um sechs Uhr geht ein Ruf durch den Flur: „Kompanie Nachtruhe beenden, Aufstehen, Fertigmachen zum Frühsport“ und drei Minuten später heißt es bereits: „Kompanie raustreten zum Frühsport“. Nach dem Frühstück bekommt jeder der Neuen für die nächsten 18 Monate seine persönliche Waffe zugewiesen und dann wird die Antrete-Ordnung des Zuges geübt, immer wieder. Dann folgen die ersten Exerzierübungen und das Kennenlernen der Waffen des Regiments. Wie wird man Soldat, in 18 Monaten werden es die neu Eingezogenen wissen. Der Film hört auf, wenn die Dienstzeit richtig beginnt. 
Die Meinungen und Eindrücke einiger Wehrpflichtiger und Vorgesetzter, die aus dem Off zu vernehmen sind, können zum Teil auf dem Weblink der DEFA-Stiftung nachgelesen werden.

## Produktion und Veröffentlichung
Einberufen wurde von der Künstlerischen Arbeitsgruppe Profil als Schwarzweißfilm gedreht. Der Film hatte am 11. Februar 1972 seine Premiere. Eine erste Ausstrahlung vom Fernsehen der DDR war am 9. Oktober 1972 im 1. Programm zu sehen.
Der Film erschien 2019 in der Edition Jenseits von Golzow zusammen mit 14 weiteren Dokumentarfilmen von Winfried Junge bei Absolut Medien auf DVD.